# Dona Francisca
Dona Francisca là một đô thị thuộc bang Rio Grande do Sul, Brasil. Đô thị này có diện tích 114,346 km², dân số năm 2007 là 3572 người, mật độ 31,24 người/km².